# Commanderie de Daifang

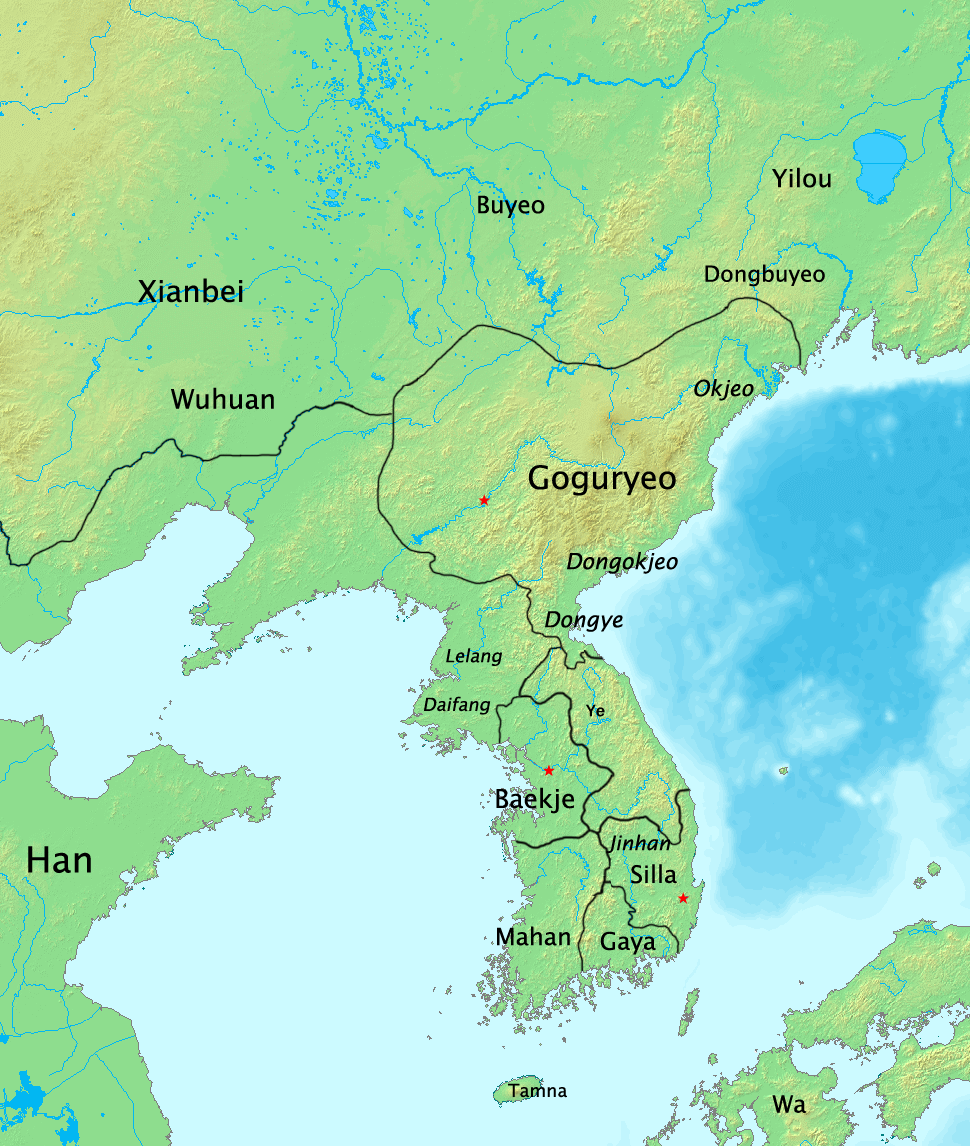
La commanderie de Daifang en 204.

La commanderie de Daifang (帶方郡) est une des quatre commanderies chinoises mises en place dans le nord de la péninsule coréenne qui ont contribué à la première imprégnation chinoise de la région. Elle a existé entre 204 et 314 et était centrée sur le Hwanghae.

## Histoire
Gongsun Kang, un seigneur de guerre du Liaodong de la fin de la période des Han postérieurs, a créé la commanderie de Daifang en 204 à partir de la moitié sud de la commanderie de Lelang afin de rendre l'administration plus efficace. Il pouvait ainsi mieux contrôler les voisins du sud.
En 236, sous l'ordre du roi Cao Rui de Wei, Sima Yi a vaincu la famille Gongsun et a annexé le Liaodong, Lelang et Daifang au royaume de Wei qui devient plus tard la dynastie Jin. Une dispute sur le contrôle des indigènes du Sud a provoqué leur révolte mais les armées de Lelang et de Daifang l'ont finalement étouffée.
Été 239:  la reine Himiko de Yamatai, au Japon, envoie un émissaire en Chine à la commanderie de Daifang. Celui-ci sollicite une audience auprès de l’empereur à Luoyang et revient avec des cadeaux dont un sceau d'or confirmant la reine des Wa comme vassale du royaume de Wei.
En 247, Himiko de Yamatai entre en conflit avec le roi Himikoko de Kona. Elle demande de l'aide à la Chine, et le nouveau gouverneur de la commanderie de Daifang envoie une mission pour apaiser le conflit.
Plus tard, en raison de la guerre civile des huit princes (291-306), Jin devient incapable de contrôler la péninsule coréenne. Zhang Tong sépare alors Lelang et Daifang de Jin et se rend indépendant. À partir de 311, il cherche à se placer sous la protection de Murong Hui, un seigneur de guerre Xianbei du Liaodong, mais le Koguryo du roi Michon annexe Lelang et Daifang dès 314. Dans les années qui suivirent, le territoire de la commanderie de Lelang resta inclus dans le Koguryo tandis que celui de la commanderie de Daifang passa sous la domination de Paekche.

## Territoire
La commanderie de Daifang était centrée sur le Hwanghae, mais sa localisation exacte est encore controversée. Selon une chronique officielle chinoise, le Livre des Jin, elle était composée des sept comtés suivants (xian): Daifang, Liekou (列口), Nanxin (南新), Changcen (長岑), Tixi (提奚), Hanzi (含資), Haiming (海冥).

## Transcription
Le mot Dàifāng correspond à la transcription en pinyin des caractères 帶方 prononcés en mandarin standard. Il s'écrit Tai-fang selon Wade-Giles et, en version coréenne, Daebang selon la romanisation révisée et Taepang selon McCune–Reischauer